# BioRxiv
BioRxiv (gestyleerd bioRχiv, in het Engels uitgesproken als bio-archive) is een preprint-server voor academische publicaties in de biowetenschappen. De website wordt beheerd door het Cold Spring Harbor Laboratory (CSHL) in New York, een onderzoeks- en onderwijsinstelling zonder winstoogmerk. De service is in 2013 gelanceerd, geïnspireerd door het project arXiv.org.
De artikelen die op bioRxiv worden geplaatst zijn niet altijd door vakgenoten beoordeeld, maar worden wel gecontroleerd als wetenschappelijke publicatie, gescreend op plagiaat en beoordeeld op geschiktheid. Lezers kunnen commentaar geven op gearchiveerde documenten. Zo kunnen auteurs hun bevindingen onmiddellijk beschikbaar stellen aan de wetenschappelijke gemeenschap en feedback krijgen op conceptmanuscripten, voordat ze worden ingediend bij wetenschappelijke tijdschriften. Eenmaal geplaatst op bioRxiv zijn artikelen citeerbaar en kunnen daarom niet worden verwijderd. Auteurs kunnen wel een herziene versie indienen.
Elk artikel in bioRxiv krijgt een DOI en kan worden gecategoriseerd als nieuwe, bevestigende of tegenstrijdige resultaten. Er is ruimte voor discussie via gemodereerde reacties. Volgens een analyse door eLife worden ruim twee derde van de artikelen die onderzoekers in bioRxiv plaatsen, later gepubliceerd in peer-reviewed tijdschriften. BioRxiv en haar zustersite, medRxiv, zijn belangrijke platforms geweest voor de verspreiding van COVID-19-onderzoek.

## Geschiedenis en groei
Vóór de oprichting van bioRxiv waren onderzoekers in de biowetenschappers verdeeld over de vraag of de biologie een speciale preprint open-access repository nodig zouden hebben. De zorg werd geuit dat hun onderzoek door concurrenten zou worden gekaapt en dat ze hun claim op ontdekking zouden verliezen. Vanaf 2011 begonnen biologie-onderzoekers preprints steeds meer te omarmen, vooral in de genetica en infectieziekten. In 2013 werd bioRxiv gelanceerd door het Cold Spring Harbor Laboratory. In het jaar 2019 waren er in totaal meer dan 31.000 manuscripten ingediend, wat neerkomt op een maandelijks gemiddelde van 2600 preprints. Tijdens de coronapandemie steeg dit aantal nog verder.

## Vakgebieden
De artikelen behoren tot één van deze vakgebieden:
| - Dierlijk gedrag en cognitie - Biochemie - Bioengineering - Bio-informatica - Biofysica - Biologie van kanker - Cellenbiologie - Ontwikkelingsbiologie - Ecologie | - Evolutionaire biologie - Genetica - Genomics - Immunologie - Microbiologie - Moleculaire biologie - Neurowetenschappen - Paleontologie - Pathologie | - Farmacologie en toxicologie - Fysiologie - Plant Biology - Wetenschappelijke communicatie en onderwijs - Synthetische biologie - Systeembiologie - Zoölogie |